# سیارک ۳۰۶۹۸
سیارک ۳۰۶۹۸ (به انگلیسی: 30698 Hippokoon، نامگذاری:2299T-3) سی هزار و ششصد و نود و هشتمین سیارک کشف شده‌است که در ۱۶ اکتبر ۱۹۷۷ کشف شد.